# مدس هرمانسن
مدس هرمانسن (انگلیسی: Mads Hermansen؛ زادهٔ ۱۱ ژوئیهٔ ۲۰۰۰) بازیکن فوتبال اهل دانمارک است که در پست دروازه‌بان برای باشگاه وستهام در لیگ برتر انگلستان و تیم ملی دانمارک بازی می‌کند.